# Katrighatta, Channarayapatna
Katrighatta là một làng thuộc tehsil Channarayapatna, huyện Hassan, bang Karnataka, Ấn Độ.